# АТ-1 (САУ)
АТ-1 (Артиллерийский танк-1, арттанк-1) — по классификации танков того периода относился к специальным танкам, советская артиллерийская установка огневой поддержки 1935 года.

## История создания
В 1934 году на заводе № 185 имени Кирова началось создание противотанковой артиллерийской установки на базе лёгкого танка Т-26, названной АТ-1 («арттанк»). Эта машина разрабатывалась для замены танка Т-26-4, серийный выпуск которого наладить не удалось. В качестве орудия для АТ-1 предлагалось использовать 76-мм пушку ПС-3. Это орудие было спроектировано как специальное противотанковое орудие, имело панорамный и телескопический прицелы и ножной спуск. Пушка ПС-3 была более мощной, чем 76-мм пушка обр. 1927 года, установленная на танках Т-26-4. Наблюдение за созданием АТ-1 велось под руководством П. Сячинтова. В 1935 году было изготовлено два опытных образца танка АТ-1.
В конце 1936 года П. Сячинтов по доносу был арестован и обвинён в шпионаже, после чего работы над всеми спроектированными им артсистемами были прекращены. В том числе, было прекращено производство АТ-1, несмотря на сдачу восьми бронекорпусов на Ижорском заводе и начавшуюся сборку трёх машин на заводе № 174.

## Вооружение
На вооружении имел:
- 76,2-мм пушку ПС-3, установленную на вертлюге на штыревой тумбе в рубке;
- 7,62-мм пулемёт ДТ, размещённый в отдельной шаровой установке справа от пушки (на втором экземпляре вместо пулемёта была использована 76-мм пушка Л-7);
- Второй 7,62-мм пулемёт ДТ предназначался для самообороны. Для ведения огня из этого съёмного пулемёта в бортах и корме рубки были сделаны амбразуры, закрытые бронезаслонками.

## Экипаж
Экипаж состоял из:
- артиллериста (он же командир), расположенного в боевом отделении слева от пушки;
- наблюдателя (он же заряжающий), расположенного в боевом отделении справа от пушки;
- механика-водителя, который размещался в отделении управления справа по ходу движения боевой машины.

## АТ-1 в игровой и сувенирной индустрии
- АТ-1 представлена в массовой многопользовательской онлайн-игре World of Tanks.
- АТ-1 можно увидеть в игре World of Tanks Blitz как коллекционную ПТ-САУ СССР 2 уровня.
- Масштабные копии АТ-1 выпускаются рядом фирм-производителей модельной продукции[2].